# Wi-Fi Alliance
Wi-Fi Alliance, conocida hasta 2002 como WECA (Wireless Ethernet Compatibility Alliance), es una organización sin ánimo de lucro fundada en 1999 por 3Com, Aironet (adquirida por Cisco), Intersil, Lucent Technologies, Nokia y Symbol Technologies, con el fin de fomentar la compatibilidad entre tecnologías Ethernet inalámbricas bajo la norma 802.11 del IEEE. La Wi-Fi Alliance es propietaria de la marca registrada Wi-Fi para la interoperabilidad.
Es una organización que promueve la tecnología Wi-Fi y certifica estos productos si se ajustan a ciertas normas de interoperabilidad. Los fabricantes pueden utilizar la marca para etiquetar los productos evaluados. No todos los dispositivos compatibles con IEEE 802.11 son presentados para la certificación de la Alianza Wi-Fi, a veces debido a los costes asociados al proceso de certificación. La falta del logotipo no implica necesariamente que un dispositivo sea incompatible con dispositivos Wi-Fi.

## Generaciones de WiFi
La Wi-Fi Alliance decidió llamar "WiFi 6" al estándar 802.11ax. Este cambio está destinado a simplificar la identificación por parte de los usuarios y el despliegue también incluye el nombre de "WiFi 4" para 802.11n y "WiFi 5" para 802.11ac.